# Eidsfjorden (Lebesby)
 For alternative betydninger, se Eidsfjorden. (Se også artikler, som begynder med Eidsfjorden)
Eidsfjorden (nordsamisk: Oarjjit Nuorevuotna) er en fjordarm af Laksefjorden på sydsiden af Nordkinnhalvøen i Lebesby kommune i Troms og Finnmark fylke i Norge. Fjorden går 15 km mod sydøst til Hopseidet i bunden af fjorden. Hopseidet er en omkring 500 meter bred landtange der adskiller Nordkinnhalvøen fra det øvrige fastland mod syd; på den modsatte side af eidet ligger bunden af Hopsfjorden der er en fjordarm af Tanafjorden.
Fjorden har indløb mellem Kifjordneset i nord og Ersneset i syd. Vest for Kifjordneset går Kifjorden mod nord. Den eneste bebyggelse ved fjorden er gården Nordmannset på nordsiden i den ydre del og ved Hopseidet i bunden af fjorden.
Fylkesvej 888 går langs den indre del af fjorden.